# Wacława Sadkowska

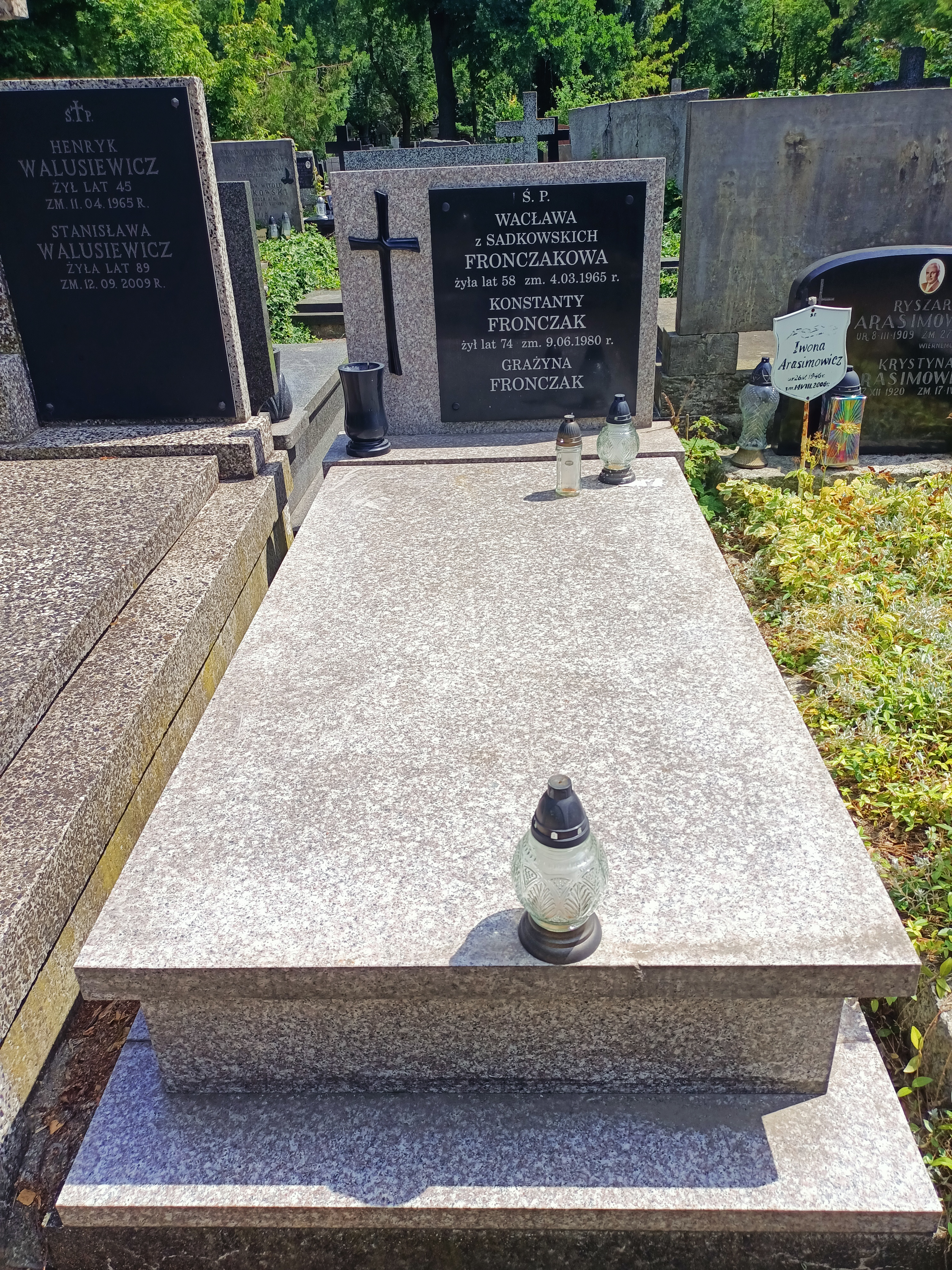
Grób Wacławy Fronczak na Cmentarzu Powązkowskim w Warszawie

Wacława Sadkowska-Fronczak (ur. 17 września 1906 w Starachówce koło Radzymina, zm. 4 marca 1965 w Warszawie) – polska lekkoatletka, nauczycielka, dziennikarka sportowa.

## Życiorys
Absolwentka Żeńskiego Seminarium Nauczycielskiego im. Elizy Orzeszkowej w Warszawie oraz Państwowego Instytutu Wychowania Fizycznego. Reprezentantka klubów warszawskich Sokół i Grażyna. Siódma zawodniczka II Światowych Igrzysk Kobiecych w Göteborgu (1926) w skoku w dal (4.77). 7-krotna mistrzyni Polski i 13-krotna rekordzistka kraju w sprintach i w skoku w dal (1925-1930). Rekord życiowy w skoku w dal - 5.14 (1929).
Nauczycielka wychowania fizycznego w Państwowym Gimnazjum Koedukacyjnym w Nowogródku, Państwowym Gimnazjum im. Emilii Plater w Warszawie oraz Państwowym Gimnazjum Koedukacyjnym im. Tomasza Zana w Warszawie. Instruktorka narciarstwa. Redaktorka czasopism „Sport i Wczasy” (1949-1950) oraz „Wychowanie Fizyczne i Higiena Szkolna” (od 1953).